# Pikku Muojärvi
Pikku Muojärvi eller Pieni Muojärvi är en sjö i Finland. Den ligger i kommunen Kuusamo i landskapet Norra Österbotten, i den nordöstra delen av landet, 700 km norr om huvudstaden Helsingfors. Pieni Muojärvi ligger 257,3 meter över havet. Arean är 48,3 hektar och strandlinjen är 5,84 kilometer lång. Sjön  ingår i Kems huvudavrinningsområde. 